# Brendon Hartley
Brendon Maurice Hartley (* 10. November 1989 in Palmerston North) ist ein neuseeländischer Automobilrennfahrer. Er trat von 2009 bis 2011 in der Formel Renault 3.5 an. Von 2014 bis 2017 fuhr er für Porsche in der FIA-Langstrecken-Weltmeisterschaft (WEC), deren Fahrerweltmeistertitel er 2015 sowie 2017 gewann. 2017 und 2018 nahm er an der Formel 1 teil.

## Karriere
Hartley begann seine Karriere im Motorsport im Alter von sieben Jahren im Kartsport. Er gewann die wichtigsten Kart-Meisterschaften in Neuseeland, darunter auch viermal die international renommierte Gold Star Series. Im Alter von dreizehn Jahren gewann Hartley 2003 das neuseeländische Formel Ford Festival und trat in der neuseeländischen Formel First an. 2004 fuhr Hartley in der neuseeländischen Formel Ford und gewann mit sechs Siegen auf Anhieb den Vizemeistertitel. Ab 2005 ging Hartley in der Toyota Racing Series für zwei Saisons an den Start. Nach Platz vier in der ersten Saison belegte Hartley in der zweiten Saison den achten Gesamtrang. Daraufhin wechselte Hartley 2006 nach Europa und trat in der nordeuropäische Formel Renault und im Formel Renault 2.0 Eurocup an. In der nordeuropäischen Formel Renault wurde er Zehnter, im Formel Renault 2.0 Eurocup 13. 2006 wurde er zudem ins Förderprogramm von Red Bull aufgenommen.

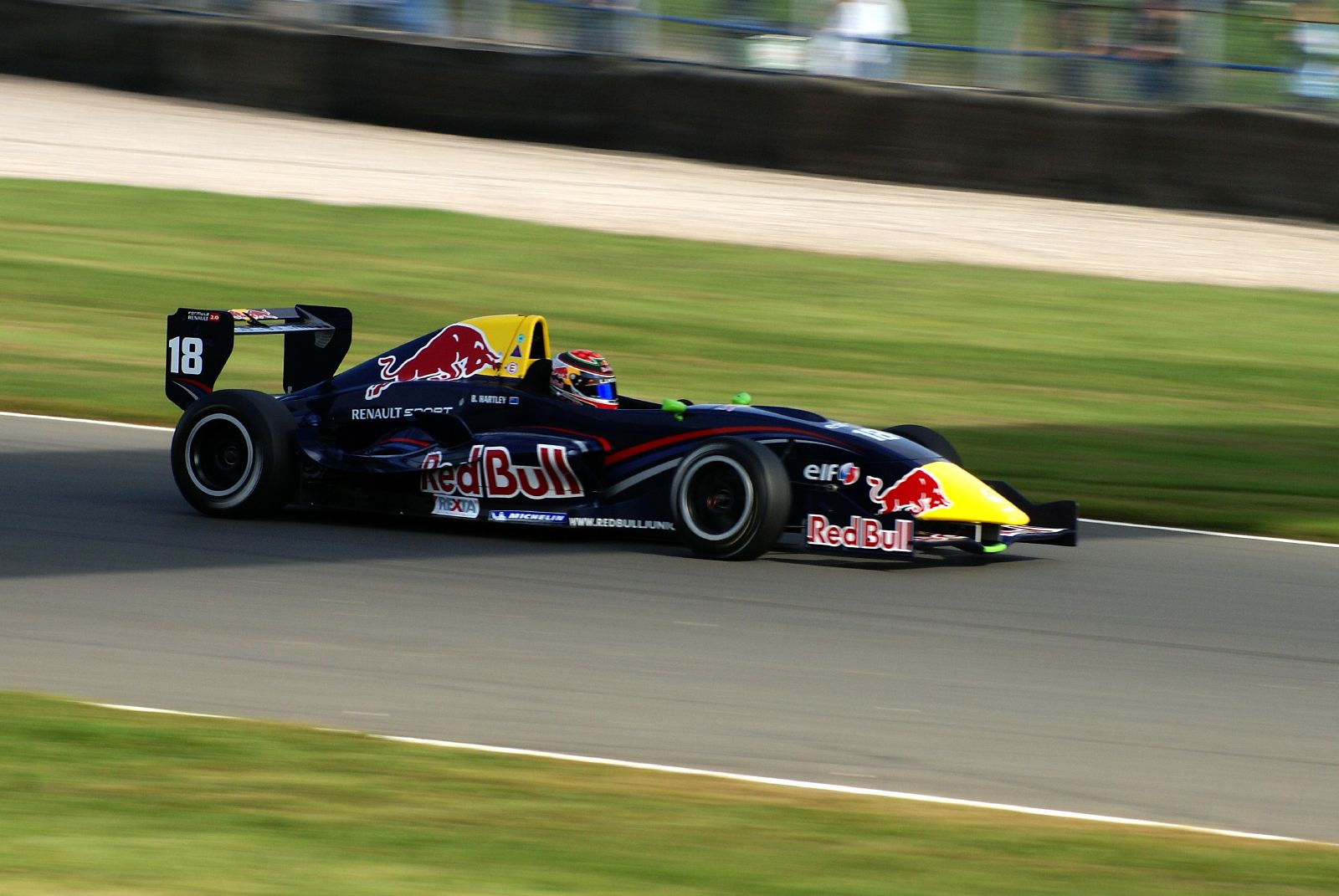
Brendon Hartley, Gewinner des Formel-Renault-Eurocup 2007

In der Saison 2007 wechselte Hartley zu Epsilon Euskadi. Er fuhr erneut im Formel Renault 2.0 Eurocup, dessen Meistertitel er in dieser Saison gewann, und startete in der italienischen Formel Renault, in der er den dritten Platz im Gesamtklassement belegte. 2008 trat er für Carlin Motorsport in der britischen Formel-3-Meisterschaft an. Mit fünf Siegen wurde er Dritter hinter seinen beiden Teamkollegen Jaime Alguersuari und Oliver Turvey. Außerdem nahm Hartley als Gaststarter an einigen Rennen der Formel-3-Euroserie teil. Beim Formel-3-Rennen in Macau wurde er vom 20. Startplatz aus Dritter. Im Dezember 2008 absolvierte er für Red Bull Racing seinen ersten Formel-1-Testtag. In der Formel-1-Saison 2009 war Hartley offizieller Ersatzfahrer von Red Bull Racing und der Scuderia Toro Rosso. Da Hartley zum Saisonbeginn noch keine, für den Start erforderliche, Superlizenz besaß, wurde er bei den ersten Rennen von David Coulthard vertreten. Vom Großen Preis von Spanien bis einschließlich zum Großen Preis von Großbritannien trat er als Ersatzfahrer der beiden Teams an und wurde danach durch den Spanier Jaime Alguersuari ersetzt, um sich auf sein Engagement in der Formel 3 konzentrieren zu können.
In der Formel-3-Euroserie-Saison 2009 ging Hartley für Carlin Motorsport an den Start. In Brands Hatch gewann er sein erstes Rennen in dieser Serie und belegte am Saisonende den elften Gesamtrang. Zudem startete er in der Saison 2009 der Formel Renault 3.5 für Tech 1 Racing und wurde 15. in der Gesamtwertung. Auf Grund von Terminüberschneidungen musste Hartley zwei Rennwochenende der Euroserie und zwei Rennwochenenden der Formel Renault 3.5 ausfallen lassen.

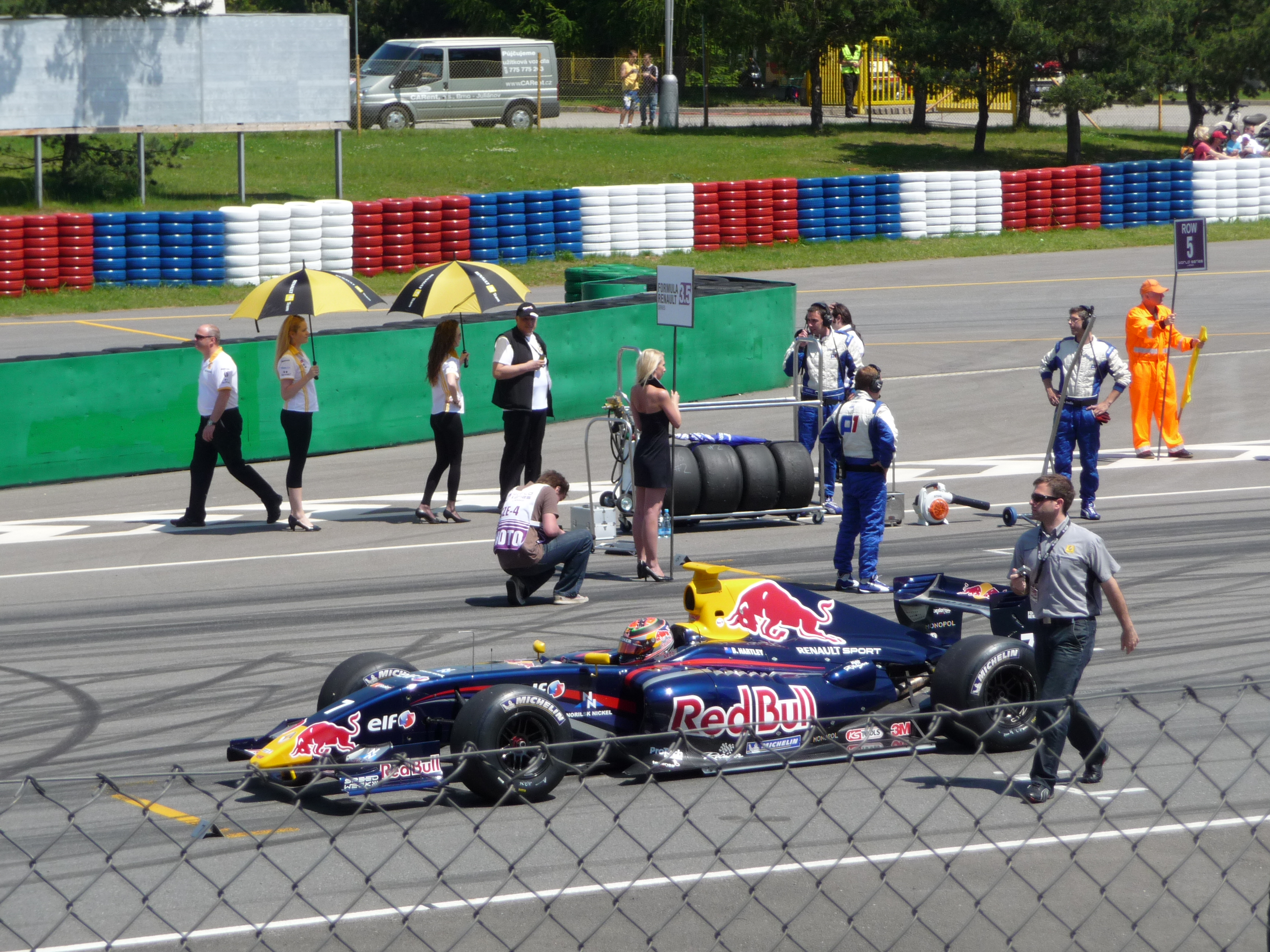
Hartley für Tech 1 Racing in der Formel Renault 3.5 in Brünn 2010

2010 startete Hartley erneut für Tech 1 Racing in der Formel Renault 3.5. Während sein Teamkollege Daniel Ricciardo mehrere Podest-Platzierungen erzielte und zwei Rennen für sich entschied, gelang es Hartley nicht mit Ricciardo mitzuhalten und er kam über einen zweiten Platz, der seine einzige Podest-Platzierung war, nicht hinaus. Nach sechs Rennwochenenden wurde er durch Jean-Éric Vergne ersetzt. Außerdem stellte Red Bull die Förderung von Hartley ein und entließ ihn aus seinem Juniorteam. Anschließend trat er als Vertretung für Jan Charouz bei P1 Motorsport noch zu einem Rennwochenende an. Am Saisonende belegte er den zehnten Gesamtrang. Bis zu seinem Ausscheiden aus dem Red-Bull-Förderprogramm war er zusammen mit seinem Teamkollegen Ricciardo für die Formel-1-Rennställe Red Bull und Toro Rosso als Ersatz- und Testfahrer für die Saison 2010 aktiv. Die beiden Rennfahrer übernahmen diese Position jeweils im Wechsel und wurden, falls beide verhindert waren, durch David Coulthard vertreten. In der GP2-Serie fand Hartley bei der Scuderia Coloni ein Cockpit für die letzten zwei Rennwochenenden der GP2-Serie 2010. Mit einem siebten Platz als bestes Resultat belegte er den 27. Platz in der Fahrerwertung. 2011 absolvierte Hartley seine dritte Saison in der Formel Renault 3.5 für Gravity - Charouz Racing. Mit drei dritten Plätzen war Hartley in dieser Saison der beste Pilot ohne Sieg und er beendete die Saison auf dem siebten Gesamtrang. Damit setzte er sich intern deutlich gegen seinen Teamkollegen Charouz, der 25. wurde, durch. Darüber hinaus nahm Hartley in dieser Saison für Ocean Racing Technology an zwei Rennwochenenden der GP2-Serie teil. Dabei erzielte er mit einem fünften Platz die ersten Punkte für den Rennstall und wurde 19. in der Meisterschaft.
2012 nahm Hartley für Ocean Racing Technology an zwei Rennwochenenden der GP2-Serie teil. Dabei erzielte er einen Punkt. Am Saisonende belegte er den 25. Gesamtrang. Darüber hinaus debütierte Hartley im Langstreckensport. Für Murphy Prototypes nahm er am 6-Stunden-Rennen von Spa-Francorchamps teil und erreichte mit seinen Teamkollegen Jody Firth und Warren Hughes den dritten Platz in der LMP2-Wertung. Anschließend startete er für Murphy Prototypes zusammen mit Firth und Hughes zum 24-Stunden-Rennen von Le Mans 2012 und zu zwei Rennen der European Le Mans Series (ELMS). In der ELMS lag er auf dem zehnten Platz der LMP2-Wertung. Außerdem war er als Testfahrer beim Formel-1-Rennstall Mercedes beschäftigt. Neben Arbeiten im Simulator absolvierte er auch Testfahrten auf der Strecke. 2013 blieb Hartley bei Murphy Prototypes in der European Le Mans Series. Er hatte wechselnde Teamkollegen und gewann zusammen mit Jonathan Hirschi ein Rennen. Er wurde Fünfter der LMP2-Wertung. Für Murphy Prototypes trat er ebenfalls zum 24-Stunden-Rennen von Le Mans an. Des Weiteren war Hartley in der nordamerikanischen Rolex Sports Car Series für Starworks Motorsport aktiv. Zusammen mit Scott Mayer gelang ihm ein Sieg. Hartley beendete die Saison auf dem zwölften Platz der DP-Kategorie.

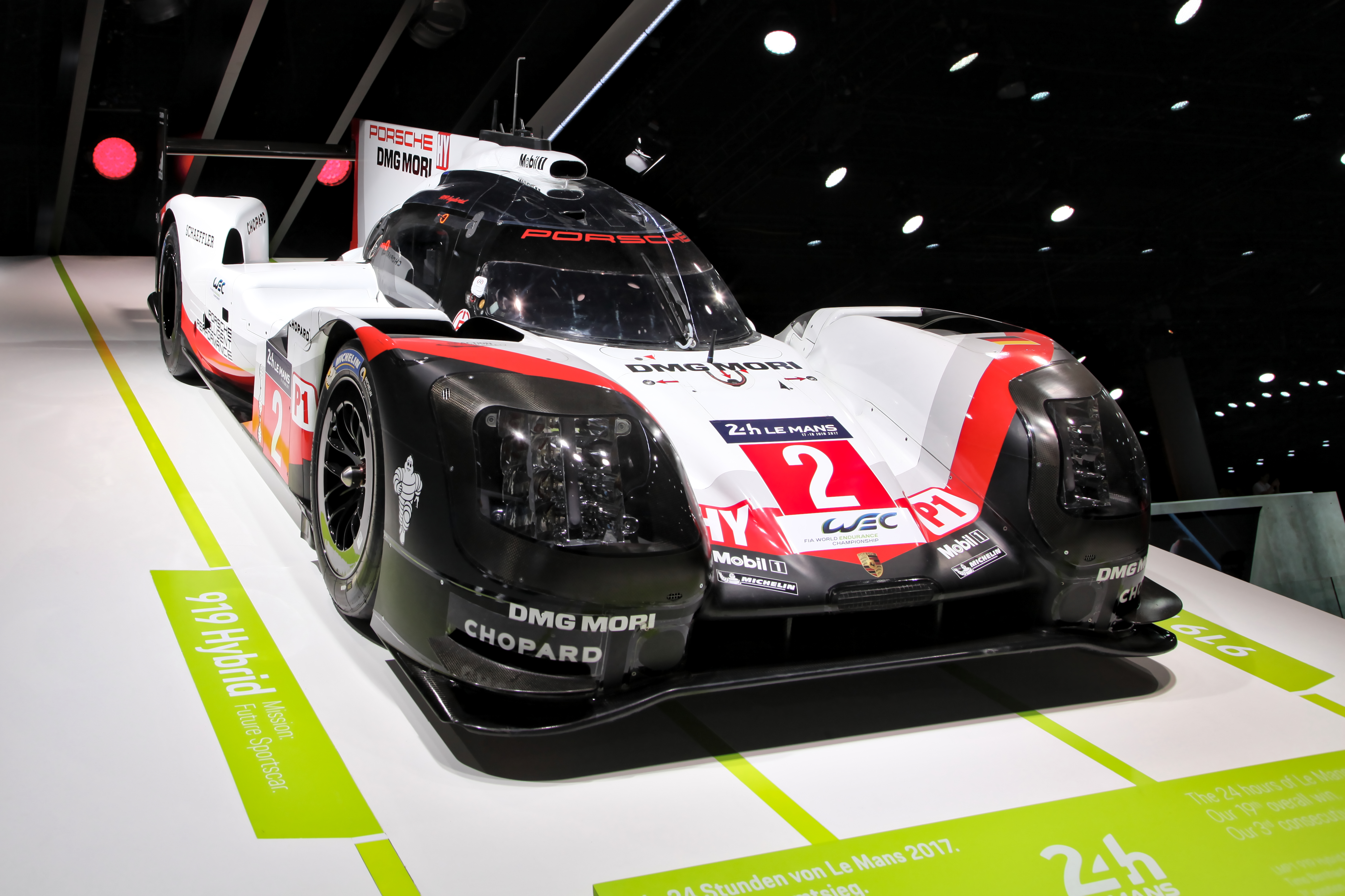
Porsche 919 Hybrid, Siegerwagen beim 24-Stunden-Rennen von Le Mans 2017

2014 erhielt Hartley ein Cockpit in der FIA-Langstrecken-Weltmeisterschaft (WEC) beim neu in die Meisterschaft eingestiegenen Hersteller Porsche. Seine Teamkollegen wurden Timo Bernhard und Mark Webber. Drei dritte Plätze waren die besten Ergebnisse der drei. In der Fahrerweltmeisterschaft wurden Hartley und seine Teamkollegen Neunte. Außerdem nahm Hartley 2014 für Starworks Motorsport an einem Rennen der neugegründeten United SportsCar Championship (USCC) teil. 2015 bildete Hartley erneut ein Fahrertrio mit Bernhard und Webber. Nach einem Ausfall beim Saisonauftakt, wurden die drei Fahrer Dritte in Spa-Francorchamps und Zweite in Le Mans. Die folgenden vier Rennen auf dem Nürburgring, in Austin, Fuji und Shanghai gewann das Fahrertrio. Ein fünfter Platz beim Saisonfinale in as-Sachir reichte schließlich aus, um den Fahrerweltmeistertitel zu gewinnen. Bernhard, Hartley und Webber setzten sich mit 166 zu 161 Punkten gegen Marcel Fässler, André Lotterer und Benoît Tréluyer durch. Ferner ging Hartley bei einem Rennen der USCC für Starworks Motorsport an den Start. 2016 wurde das Fahrertrio in der WEC beibehalten, die Rennen auf dem Nürburgring, in Mexiko-Stadt, in Austin und in Shanghai konnten gewonnen werden. In der Gesamtwertung erreichte das Team den vierten Platz.

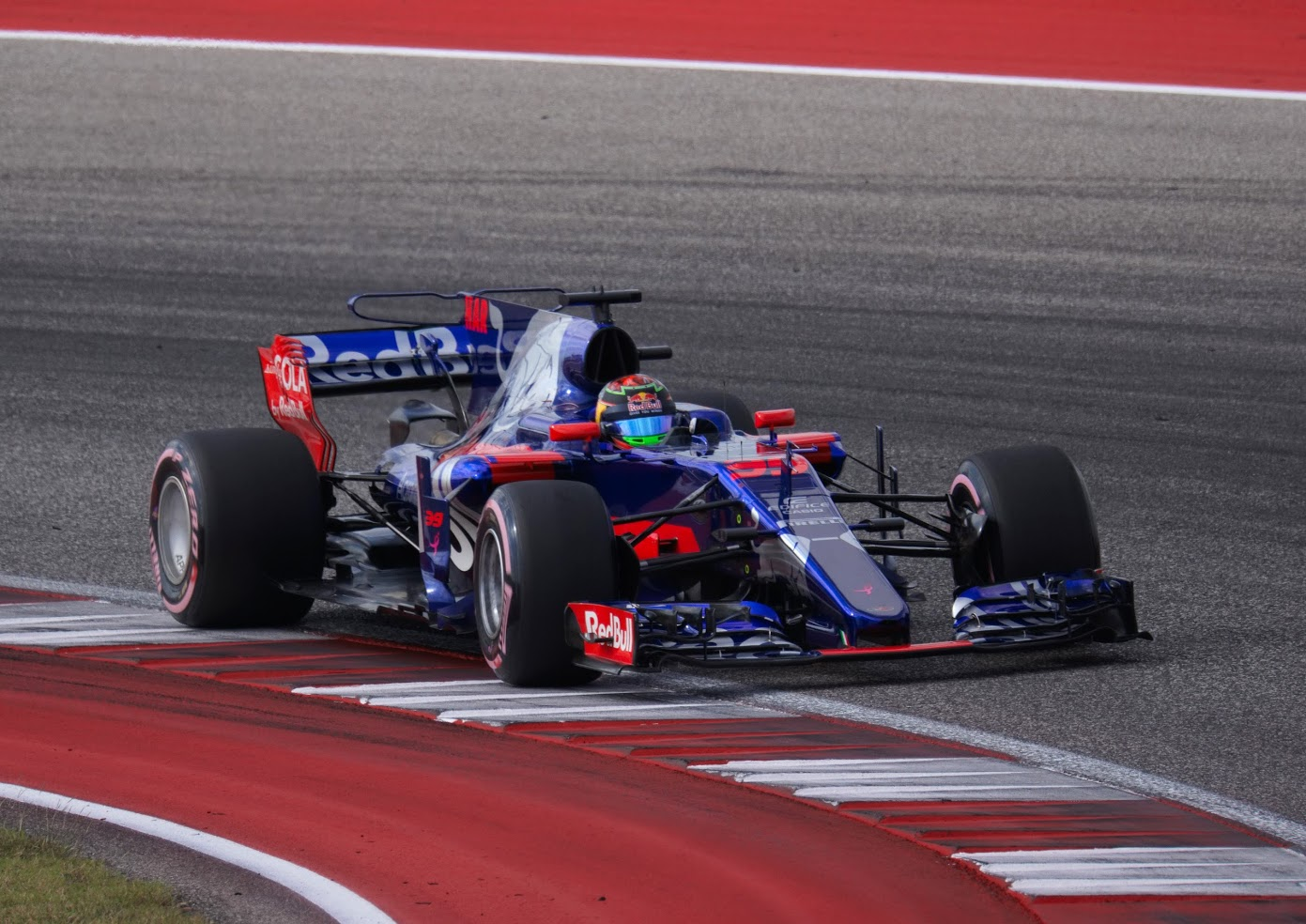
Brendon Hartley beim Großen Preis der USA 2017

In der FIA-Langstrecken-Weltmeisterschaft 2017 blieb Hartley bei Porsche. Earl Bamber löste Webber ab, während Bernhard sein Teamkollege blieb. Die drei Fahrer gewannen das 24-Stunden-Rennen von Le Mans. Zudem gab Hartley für die Scuderia Toro Rosso sein Grand-Prix-Debüt in der Formel-1-Weltmeisterschaft und startete beim Großen Preis der USA. Er vertrat bei dem Rennen Pierre Gasly, der an diesem Wochenende beim Saisonfinale der japanischen Super Formula antrat, weil er dort noch Titelchancen hatte, wo das Rennen aufgrund des Wetters allerdings nach dem Qualifying abgesagt und nicht nachgeholt wurde. Nach seinem ersten Formel-1-Rennen wurde bekannt gegeben, dass Hartley auch die restlichen Rennen der Saison fahren sollte. Diesmal anstelle von Daniil Kwjat und an der Seite von Rückkehrer Pierre Gasly.
Für die Formel-1-Weltmeisterschaft 2018 erhielt Hartley ein Stammcockpit bei Toro Rosso. In Aserbaidschan erzielte er als Zehnter seinen ersten Punkt in der Formel 1 und wurde zum ersten Neuseeländer seit Denis Hulme, der in einem Rennen Punkte erzielte. Am Saisonende lag er auf dem 19. Meisterschaftsplatz.

## Statistik

### Karrierestationen
| - 2003: Neuseeländische Formel First (Platz 8) - 2004: Neuseeländische Formel Ford (Platz 2) - 2005: Toyota Racing Series (Platz 4) - 2006: Toyota Racing Series (Platz 8) - 2006: Nordeuropäische Formel Renault (Platz 10) - 2006: Formel Renault 2.0 Eurocup (Platz 13) - 2007: Toyota Racing Series - 2007: Formel Renault 2.0 Eurocup (Meister) - 2007: Italienische Formel Renault (Platz 3) - 2008: Britischen Formel 3 (Platz 3) - 2008: Formel 1 (Testfahrer) | - 2009: Formel-3-Euroserie (Platz 11) - 2009: Formel Renault 3.5 (Platz 15) - 2009: Formel 1 (Testfahrer) - 2010: Formel Renault 3.5 (Platz 10) - 2010: GP2-Serie (Platz 27) - 2010: Formel 1 (Testfahrer) - 2011: Formel Renault 3.5 (Platz 7) - 2011: GP2-Serie (Platz 19) - 2012: GP2-Serie (Platz 25) - 2012: ELMS, LMP2 (Platz 10) - 2012: Formel 1 (Testfahrer) | - 2013: ELMS, LMP2 (Platz 5) - 2013: Rolex Sports Car Series, DP (Platz 12) - 2013: Formel 1 (Testfahrer) - 2014: WEC (Platz 9) - 2014: USCC, Prototype (Platz 55) - 2015: WEC (Weltmeister) - 2015: USCC, Prototype (Platz 29) - 2016: WEC (Platz 4) - 2017: WEC (Weltmeister) - 2017: Formel 1 (Platz 23) - 2018: Formel 1 (Platz 19) |

### Statistik in der Formel-1-Weltmeisterschaft
Diese Statistik umfasst alle Teilnahmen des Fahrers an der Formel-1-Weltmeisterschaft.

#### Gesamtübersicht
| Saison | Team                      | Chassis                   | Motor                | Rennen | Siege | Zweiter | Dritter | Poles | schn. Rennrunden | Punkte | WM-Pos. |
| ------ | ------------------------- | ------------------------- | -------------------- | ------ | ----- | ------- | ------- | ----- | ---------------- | ------ | ------- |
| 2017   | Scuderia Toro Rosso       | Toro Rosso STR12          | Renault 1.6 V6 Turbo | 4      | −     | −       | −       | −     | −                | 0      | 23.     |
| 2018   | Red Bull Toro Rosso Honda | Scuderia Toro Rosso STR13 | Honda 1.6 V6 Turbo   | 21     | −     | −       | −       | −     | −                | 4      | 19.     |
| Gesamt | Gesamt                    | Gesamt                    | Gesamt               | 25     | −     | −       | −       | −     | −                | 4      |         |

(Stand: Saisonende 2018)

#### Einzelergebnisse
| Saison | 1  | 2   | 3  | 4  | 5   | 6   | 7  | 8   | 9   | 10 | 11 | 12 | 13  | 14 | 15  | 16 | 17  | 18  | 19 | 20 | 21 |
| ------ | -- | --- | -- | -- | --- | --- | -- | --- | --- | -- | -- | -- | --- | -- | --- | -- | --- | --- | -- | -- | -- |
| 2017   |    |     |    |    |     |     |    |     |     |    |    |    |     |    |     |    |     |     |    |    |    |
|        |    |     |    |    |     |     |    |     |     |    |    |    |     |    |     | 13 | DNF | DNF | 15 |    |    |
| 2018   |    |     |    |    |     |     |    |     |     |    |    |    |     |    |     |    |     |     |    |    |    |
| 15     | 17 | 20* | 10 | 12 | 19* | DNF | 14 | DNF | DNF | 10 | 11 | 14 | DNF | 17 | DNF | 13 | 9   | 14  | 11 | 12 |    |

| Legende  | Legende            | Legende                                                          |
| Farbe    | Abkürzung          | Bedeutung                                                        |
| -------- | ------------------ | ---------------------------------------------------------------- |
| Gold     | –                  | Sieg                                                             |
| Silber   | –                  | 2. Platz                                                         |
| Bronze   | –                  | 3. Platz                                                         |
| Grün     | –                  | Platzierung in den Punkten                                       |
| Blau     | –                  | Klassifiziert außerhalb der Punkteränge                          |
| Violett  | DNF                | Rennen nicht beendet (did not finish)                            |
| Violett  | NC                 | nicht klassifiziert (not classified)                             |
| Rot      | DNQ                | nicht qualifiziert (did not qualify)                             |
| Rot      | DNPQ               | in Vorqualifikation gescheitert (did not pre-qualify)            |
| Schwarz  | DSQ                | disqualifiziert (disqualified)                                   |
| Weiß     | DNS                | nicht am Start (did not start)                                   |
| Weiß     | WD                 | zurückgezogen (withdrawn)                                        |
| Hellblau | PO                 | nur am Training teilgenommen (practiced only)                    |
| Hellblau | TD                 | Freitags-Testfahrer (test driver)                                |
| ohne     | DNP                | nicht am Training teilgenommen (did not practice)                |
| ohne     | INJ                | verletzt oder krank (injured)                                    |
| ohne     | EX                 | ausgeschlossen (excluded)                                        |
| ohne     | DNA                | nicht erschienen (did not arrive)                                |
| ohne     | C                  | Rennen abgesagt (cancelled)                                      |
| ohne     | keine WM-Teilnahme |                                                                  |
| sonstige | P/fett             | Pole-Position                                                    |
| sonstige | 1/2/3/4/5/6/7/8    | Punktplatzierung im Sprint-/Qualifikationsrennen                 |
| sonstige | SR/kursiv          | Schnellste Rennrunde                                             |
| sonstige | *                  | nicht im Ziel, aufgrund der zurückgelegten Distanz aber gewertet |
| sonstige | ()                 | Streichresultate                                                 |
| sonstige | unterstrichen      | Führender in der Gesamtwertung                                   |

### Le-Mans-Ergebnisse
| Jahr | Team                | Fahrzeug            | Teamkollege     | Teamkollege     | Platzierung | Ausfallgrund |
| ---- | ------------------- | ------------------- | --------------- | --------------- | ----------- | ------------ |
| 2012 | Murphy Prototypes   | Oreca 03            | Jody Firth      | Warren Hughes   | Ausfall     | Aufhängung   |
| 2013 | Murphy Prototypes   | Oreca 03            | Karun Chandhok  | Mark Patterson  | Rang 12     |              |
| 2014 | Porsche Team        | Porsche 919 Hybrid  | Timo Bernhard   | Mark Webber     | Ausfall     | Ölpumpe      |
| 2015 | Porsche Team        | Porsche 919 Hybrid  | Timo Bernhard   | Mark Webber     | Rang 2      |              |
| 2016 | Porsche Team        | Porsche 919 Hybrid  | Timo Bernhard   | Mark Webber     | Rang 13     |              |
| 2017 | Porsche LMP Team    | Porsche 919 Hybrid  | Timo Bernhard   | Earl Bamber     | Gesamtsieg  |              |
| 2020 | Toyota Gazoo Racing | Toyota TS050 Hybrid | Kazuki Nakajima | Sébastien Buemi | Gesamtsieg  |              |
| 2021 | Toyota Gazoo Racing | Toyota GR010 Hybrid | Kazuki Nakajima | Sébastien Buemi | Rang 2      |              |
| 2022 | Toyota Gazoo Racing | Toyota GR010 Hybrid | Ryō Hirakawa    | Sébastien Buemi | Gesamtsieg  |              |
| 2023 | Toyota Gazoo Racing | Toyota GR010 Hybrid | Ryō Hirakawa    | Sébastien Buemi | Rang 2      |              |
| 2024 | Toyota Gazoo Racing | Toyota GR010 Hybrid | Ryō Hirakawa    | Sébastien Buemi | Rang 5      |              |
| 2025 | Toyota Gazoo Racing | Toyota GR010 Hybrid | Ryō Hirakawa    | Sébastien Buemi | Rang 15     |              |

### Sebring-Ergebnisse
| Jahr | Team                              | Fahrzeug            | Teamkollege           | Teamkollege   | Teamkollege | Platzierung | Ausfallgrund |
| ---- | --------------------------------- | ------------------- | --------------------- | ------------- | ----------- | ----------- | ------------ |
| 2017 | Tequila Patron ESM                | OnRoak Nissan DPi   | Johannes van Overbeek | Ed Brown      | Bruno Senna | Ausfall     | Defekt       |
| 2019 | Mustang Sampling Racing           | Cadillac DPi-V.R    | Filipe Albuquerque    | João Barbosa  |             | Rang 3      |              |
| 2024 | Wayne Taylor Racing with Andretti | Acura ARX-06        | Filipe Albuquerque    | Ricky Taylor  |             | Rang 5      |              |
| 2025 | Cadillac Wayne Taylor Racing      | Cadillac V-Series.R | Louis Delétraz        | Jordan Taylor |             | Ausfall     | Unfall       |

### Einzelergebnisse in der FIA-Langstrecken-Weltmeisterschaft
| Saison  | Team              | Rennwagen           | 1   | 2   | 3   | 4   | 5   | 6   | 7   | 8   | 9   |
| ------- | ----------------- | ------------------- | --- | --- | --- | --- | --- | --- | --- | --- | --- |
| 2012    | Murphy Prototypes | Oreca 03            | SEB | SPA | LEM | SIL | SAO | BAH | FUJ | SHA |     |
| 2012    | Murphy Prototypes | Oreca 03            |     | 10  | DNF | 16  |     |     |     |     |     |
| 2013    | Murphy Prototypes | Oreca 03            | SIL | SPA | LEM | SAO | AUS | FUJ | SHA | BAH |     |
| 2013    | Murphy Prototypes | Oreca 03            | 12  |     |     |     |     |     |     |     |     |
| 2014    | Porsche           | Porsche 919 Hybrid  | SIL | SPA | LEM | AUS | FUJ | SHA | BAH | SAO |     |
| 2014    | Porsche           | Porsche 919 Hybrid  | 3   | 23  | DNF | 5   | 3   | 6   | 3   | DNF |     |
| 2015    | Porsche           | Porsche 919 Hybrid  | SIL | SPA | LEM | NÜR | AUS | FUJ | SHA | BAH |     |
| 2015    | Porsche           | Porsche 919 Hybrid  | DNF | 3   | 2   | 1   | 1   | 1   | 1   | 5   |     |
| 2016    | Porsche           | Porsche 919 Hybrid  | SIL | SPA | LEM | NÜR | MEX | AUS | FUJ | SHA | BAH |
| 2016    | Porsche           | Porsche 919 Hybrid  | DNF | 26  | 13  | 1   | 1   | 1   | 3   | 1   | 3   |
| 2017    | Porsche           | Porsche 919 Hybrid  | SIL | SPA | LEM | NÜR | MEX | AUS | FUJ | SHA | BAH |
| 2017    | Porsche           | Porsche 919 Hybrid  | 2   | 3   | 1   | 1   | 1   | 1   | 4   | 2   | 2   |
| 2018/19 | SMP Racing        | BR Engineering BR1  | SPA | LEM | SIL | FUJ | SHA | SEB | SPA | LEM |     |
| 2018/19 | SMP Racing        | BR Engineering BR1  |     |     | 3   |     |     |     |     |     |     |
| 2019/20 | Toyota            | Toyota TS050 Hybrid | SIL | FUJ | SHA | BAH | AUS | SPA | LEM | BAH |     |
| 2019/20 | Toyota            | Toyota TS050 Hybrid | 2   | 1   | 2   | 2   | 2   | 2   | 1   | 2   |     |
| 2021    | Toyota            | Toyota GR010 Hybrid | SPA | POR | MON | LEM | BAH | BAH |     |     |     |
| 2021    | Toyota            | Toyota GR010 Hybrid | 1   | 1   | 33  | 2   | 2   | 1   |     |     |     |
| 2022    | Toyota            | Toyota GR010 Hybrid | SEB | SPA | LEM | MON | FUJ | BAH |     |     |     |
| 2022    | Toyota            | Toyota GR010 Hybrid | 2   | DNF | 1   | 2   | 1   | 2   |     |     |     |
| 2023    | Toyota            | Toyota GR010 Hybrid | SEB | POR | SPA | LEM | MON | FUJ | BAH |     |     |
| 2023    | Toyota            | Toyota GR010 Hybrid | 2   | 1   | 2   | 2   | 6   | 2   | 1   |     |     |
| 2024    | Toyota            | Toyota GR010 Hybrid | KAT | IMO | SPA | LEM | SAO | AUS | FUJ | BAH |     |
| 2024    | Toyota            | Toyota GR010 Hybrid | 8   | 5   | 6   | 5   | 1   | 15  | 10  | 1   |     |
| 2025    | Toyota            | Toyota GR010 Hybrid | KAT | IMO | SPA | LEM | SAO | AUS | FUJ | BAH |     |
| 2025    | Toyota            | Toyota GR010 Hybrid | 5   | 5   | 4   | 15  | 15  |     |     |     |     |